# The Darker Side of Nonsense
The Darker Side of Nonsense – pierwszy album studyjny amerykańskiej grupy muzycznej Dry Kill Logic.

## Lista utworów
1. Nightmare – 3:06
2. Feel the Break – 3:07
3. Pain – 2:59
4. Nothing – 3:29
5. Assfault – 3:20
6. Weight – 4:06
7. A Better Man Than Me – 2:55
8. Rot – 4:32
9. Track 13 – 2:42
10. Give Up, Give In, Lie Down – 3:30
11. The Stregth I Call My Own – 3:02
12. Goodnight – 7:16